# V (телесериал)
«V» (в некоторых переводах «Vизитёры») — американский научно-фантастический телевизионный сериал, ремейк мини-сериала 1983 года и сериала 1984 года «V» («Виктория»), написанных и срежиссированных Кеннетом Джонсоном. Начало показа — 3 ноября 2009 года на телеканале ABC.
В России первый сезон сериала показывался на телеканале «ТНТ». С июня 2011 года сериал в России показывался на телеканале научной фантастики «AXN Sci-Fi». В начале января 2012 года телеканал «ТНТ» показал второй сезон в дубляже студии «Кравец».
Сериал от создателей телесериала «4400» Скотта Питерса, Джейсона Холла, Стива Перлмэна и Джеффри Белла.
13 мая 2011 года было принято решение о закрытии сериала. Фактически создатели оставили сериал незавершенным, т.к. второй сезон закончился на кульминационном моменте .

## Сюжет
Однажды весь мир проснулся и увидел, что над двадцатью девятью ключевыми земными городами парят огромные космические корабли. Во главе с Королевой Анной прибывшие Визитёры утверждают, что «идут с миром всегда», и предлагают дары в виде медицинских открытий, технологических усовершенствований, Голубой энергии и Красного неба. Большинство землян верит, что Визитёры прибыли как раз тогда, когда мы в них нуждались. Люди с радостью принимают их помощь. Визитёры делают вид, что помогают человечеству, но они лгут. Принявшие антропоморфный вид и облачённые в кожный покров, но представляющие собой живоедящих хвостатых рептилий, они замышляют постепенное овладение Землёй и устранение с неё человечества.
Во время расследования террористической ячейки агент ФБР Эрика Эванс обнаруживает нечто вовсе не безобидное. Когда её напарник пытается её убить, Эрика раскрывает, что Визитёры внедрены уже несколько лет в правительства и крупные корпорации, чтобы в будущем захватить всё человечество. Но убедить в этом остальных практически невозможно, ведь в руках Визитёров два мощных козыря. Во-первых, они завоевали веру и любовь людей благодаря своим дарам. Во-вторых, они взяли под контроль почти всех подростков.
Тысячи подростков, включая сына Эрики, были назначены «послами мира», но на самом деле они шпионят для Визитёров, не подозревая об этом. Эрика вынуждена вступить в Движение Сопротивления, где она знакомится с Райаном, Визитёром из Пятой Колонны, который хочет спасти человечество. Эрике придётся находить равновесие между Сопротивлением, работой и заботой о своём сыне Тайлере, который принял сторону врагов. В то же время дочь Анны, Лиза, становится сочувствующей землянам подругой Тайлера.
Земное Движение Сопротивления и Пятая Колонна Визитёров планируют убийство Анны и возвращение на трон её матери, Дианы, для мирного сосуществования с землянами, но эта попытка терпит поражение. Вскоре выясняется, что ключевые земные правительства, подозревающие недобрые намерения Визитёров, учреждают более серьёзную, чем Сопротивление, сверхсекретную объединённую организацию «Арэс». Анна с взращённой ею девочкой-визитёром транслируют на всю Землю состояние «блаженства», в результате чего большинство людей впадает в оцепенение. Вблизи Земли обнаруживается армада новых кораблей Визитёров, тем временем в бункере «Арэс» готовится организованное сопротивление Визитерам.

## Персонажи и исполнители ролей

### Главные герои
- Анна (Морена Баккарин)

Главнокомандующий Визитёров, а также их Королева, узурпировавшая власть. Анна приняла облик сногсшибательно красивой женщины. Она харизматична и могущественна, дружелюбна и великодушна с виду, но в действительности лишена эмоций и беспощадна к врагам. Анна не терпит среди Визитёров сомнений и критики и ведёт мощную пропагандистскую кампанию для землян. Свой народ она направляет железной рукой. Если её планы осуществятся, то земляне будут истреблены, а их геном сольётся с геномом Визитёров, усилив и улучшив его.
- Диана (Джейн Бэдлер)

Мать Анны, законная Королева Визитёров, объявленная Анной мёртвой и содержавшаяся в 15-летнем заключении. В дальнейшем, по договорённости с Пятой Колонной и Сопротивлением, должна была вернуться на трон для мирного сосуществования с землянами, но была публично убита Анной.
- Лиза (Лора Вандерворт)

Дочь Анны. По заданию матери агитирует молодых парней и девушек присоединиться к программе «Послы мира». Её красота и обаяние покорили Тайлера, сына Эрики Эванс, который сразу же решил записаться в «послы», надеясь приблизиться к ней. В отличие от матери, надеявшейся на продолжение дочерью её деяний в будущем, у Лизы начинают просыпаться человеческие эмоции, что в обществе Визитёров считается совершенно недопустимой слабостью. Сочувствуя людям, присоединяется к Сопротивлению и Пятой Колонне, но была обманута матерью и подвергнута заключению.
- Райан Николс (Моррис Честнат)

Визитёр, посланный на Землю за несколько лет до прибытия основного флота. В его задание входило выследить членов Пятой Колонны, которые были не согласны с решениями командования. Убил Джона Мэя, основателя Пятой Колонны (группы Визитёров, выступающих против вторжения), тем самым сделав его бессмертной легендой. Но, полюбив земную женщину, он отказался от своего прошлого и стал жить как обычный человек. Его невеста, Валери, не знает об истинном происхождении Райана. После прибытия Визитёров он присоединился к Пятой Колонне и Земному Сопротивлению вместе с Эрикой Эванс и Джеком Лэндри. Убит своей дочерью, преданной Анне.
- Эрика Эванс (Элизабет Митчелл)

Агент ФБР, занимавшаяся ловлей террористов, одна из первых узнала страшную правду о Визитёрах. Также она обнаружила, что её напарник — Визитёр. Понимая, что инопланетяне отнюдь не дружелюбны, Эрика стала одним из руководителей Земного Движения Сопротивления. У неё есть сын Тайлер, который рад прибытию Визитёров. Как и многие подростки, он записался в «послы мира», не подозревая, что на самом деле служит лишь марионеткой для Визитёров.
- Джек Лэндри (Джоэль Гретч)

Католический священник, ранее служивший капелланом в армии Соединённых Штатов. Он разочарован, что люди боготворят Визитёров и считают их своими спасителями. Когда отец Джек узнал об истинной сущности Визитёров, то присоединился к Сопротивлению. Вместе с Эрикой, Райаном и наёмником Кайлом Хоббсом он пытается не допустить победы Визитёров. Ему приходится сражаться не только за души людей, но и за их жизни.
- Чед Декер (Скотт Вульф)

Популярный журналист и телеведущий с огромными амбициями. Когда прибыли Визитёры, Чед понял, что это его шанс, и добился эксклюзивного интервью с Анной. После этого его карьера пошла в гору. Но доступ к такой информации имеет свою цену, и Анна ожидает ответной услуги: Чед может стать весьма полезным для Визитёров как инструмент пропаганды. Визитёры под видом лечения привили ему аневризму мозга. Когда он узнал об этом, а также об экспериментах над людьми на борту корабля Визитёров, то присоединился к Сопротивлению.
- Кайл Хоббс (Чарльз Межер)

Профессиональный наёмник и террорист. Был официально объявлен в розыск. Визитёры, заметая следы, подставили его, поэтому он присоединился к Сопротивлению. На самом деле у Визитёров есть рычаг давления на него — его жена.
- Тайлер Эванс (Логан Хаффман)

Сын Эрики Эванс и возможный кандидат на роль отца следующей королевы. Наниты, которыми заразили его мать во время беременности, удалили часть его ДНК, чтобы освободить место для генов Визитёров. Убит младшей дочерью Анны, замаскированной под Лизу.

### Второстепенные персонажи
- Элай Коэн (Одед Фер)

Лидер Сопротивления. Выяснил, что Визитёры подготавливают людей к размножению и являются причиной гибели его сына. Погиб в результате саботажа со стороны Хоббса во время штурма ФБР. Перед смертью передал лидерство в Сопротивлении Эрике.
- Маркус (Кристофер Шайер)

Правая рука Анны и её преданный сторонник. Пожертвовал собой, чтобы защитить Анну во время покушения.
- Джошуа (Марк Хилдрет)

Визитёр, один из членов Пятой Колонны. Привлёк к Пятой Колонне Лизу. Вместе с Лизой и Эрикой участвовал в уничтожении яиц Анны, был ранен в грудь и потерял память, после чего стал сторонником Анны. Впоследствии память была восстановлена и он вновь примкнул к Пятой колонне
- Сидни Миллер (Брэт Харрисон)

Молодой учёный, обнаруживший, для чего на самом деле (постепенной генной модификации землян для Визитёров) было нужно Красное небо. Он также обнаружил свидетельство того, что Визитёры были на Земле давно. Присоединился к Сопротивлению во втором сезоне.
- Джо Эванс (Николас Леа)

Отец Тайлера и бывший муж Эрики. Его гибель окончательно отвратила Тайлера от матери.
- Валерия Стивенс (Лурдес Бенедикто)

Невеста Райана Николса. Забеременела от него, что для Райана стало полной неожиданностью: по его мнению человек не может забеременеть от Визитёра. Была похищена на корабль Визитёров, где чудом осталась жива после родов, но Анна не желала оставлять её живой и лично вколола ей яд.

## Эпизоды
| Сезон | Сезон | Эпизоды | Оригинальная дата показа | Оригинальная дата показа |
| Сезон | Сезон | Эпизоды | Премьера сезона          | Финал сезона             |
| ----- | ----- | ------- | ------------------------ | ------------------------ |
|       | 1     | 12      | 3 ноября 2009            | 18 мая 2010              |
|       | 2     | 10      | 4 января 2011            | 15 марта 2011            |